# Phyllotis xanthopygus
Phyllotis xanthopygus är en däggdjursart som först beskrevs av Waterhouse 1837.  Phyllotis xanthopygus ingår i släktet storörade möss och familjen hamsterartade gnagare. IUCN kategoriserar arten globalt som livskraftig. Inga underarter finns listade i Catalogue of Life.
Arten når en kroppslängd (huvud och bål) av 90 till 143 mm, en svanslängd av 80 till 141 mm och en vikt av 30 till 92 g. Bakfötterna är 25 till 32 mm långa och öronen är 20 till 31 mm stora. Beroende på utbredning är ovansidans päls gråbrun, gulgrå eller orangebrun. Undersidan är täckt av vit, ljusgrå eller ljusbrun päls. Exemplar som lever på bergens toppar har en tätare päls än individer i lägre trakter. Phyllotis xanthopygus har vanligen en tofs av längre hår vid svansens spets.
Denna gnagare förekommer i Anderna och i angränsande områden från centrala Peru till södra Argentina och södra Chile. I norra delen av utbredningsområdet lever den mellan 2000 och 4500 meter över havet och ibland når den 5600 meter över havet. Habitatet varierar mellan buskskogar, gräsmarker, träskmarker, skogar med växter av släktet Polylepis och odlingsmark.
Vid ett tillfälle upptäcktes en individ av arten på toppen av vulkanen Llullaillaco som ligger 6739 meter över havet. Inget annat däggdjur (förutom människan) nådde högre.
Denna gnagare är nattaktiv och den vistas på marken. Födans sammansättning varierar beroende på utbredning. I norra Chile och i nordvästra Patagonien är arten främst bladätare och endast 10 procent av födan utgörs av insekter. I Chiles centrala bergstrakter väljer Phyllotis xanthopygus ofta örter som Cristaria andicola eller Acaena magellanica som föda. Hos en population på högplatån i Bolivia utgörs födan till cirka 50 procent av insekter. Några populationer kompletterar födan med andra ryggradslösa djur och svampar.
Dräktiga honor registrerades i juli, augusti, oktober och december. De flesta honor var dräktiga med fyra ungar.